# Frasdorf
Frasdorf település Németországban, azon belül Bajorországban. Lakosainak száma 3065 fő (2023. december 31.). Frasdorf Rohrdorf, Riedering, Prien am Chiemsee, Bernau am Chiemsee, Aschau im Chiemgau és Samerberg községekkel határos.

## Népesség
| Lakosok száma | 756  | 1569 | 1434 | 2382 | 2964 | 3076 | 3122 | 3099 | 3061 | 3065 |
|               | 1875 | 1950 | 1975 | 1987 | 2012 | 2014 | 2016 | 2017 | 2021 | 2023 |